# Соболевка (Липовецкий район)
Соболе́вка (укр. Соболівка) — село на Украине, находится в Липовецком районе Винницкой области.
Код КОАТУУ — 0522285802. Население по переписи 2001 года составляет 402 человека. Почтовый индекс — 22514. Телефонный код — 4358.

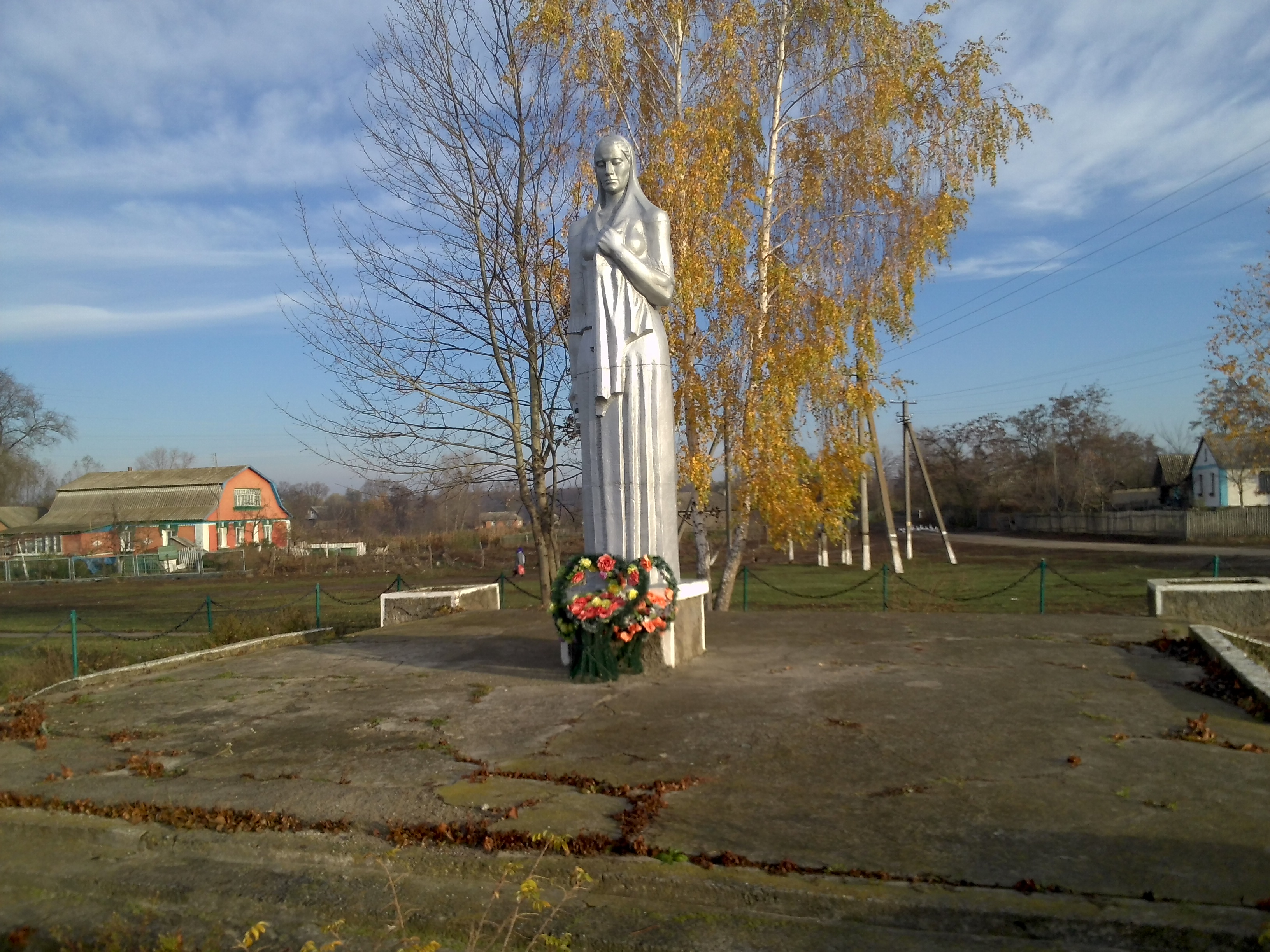
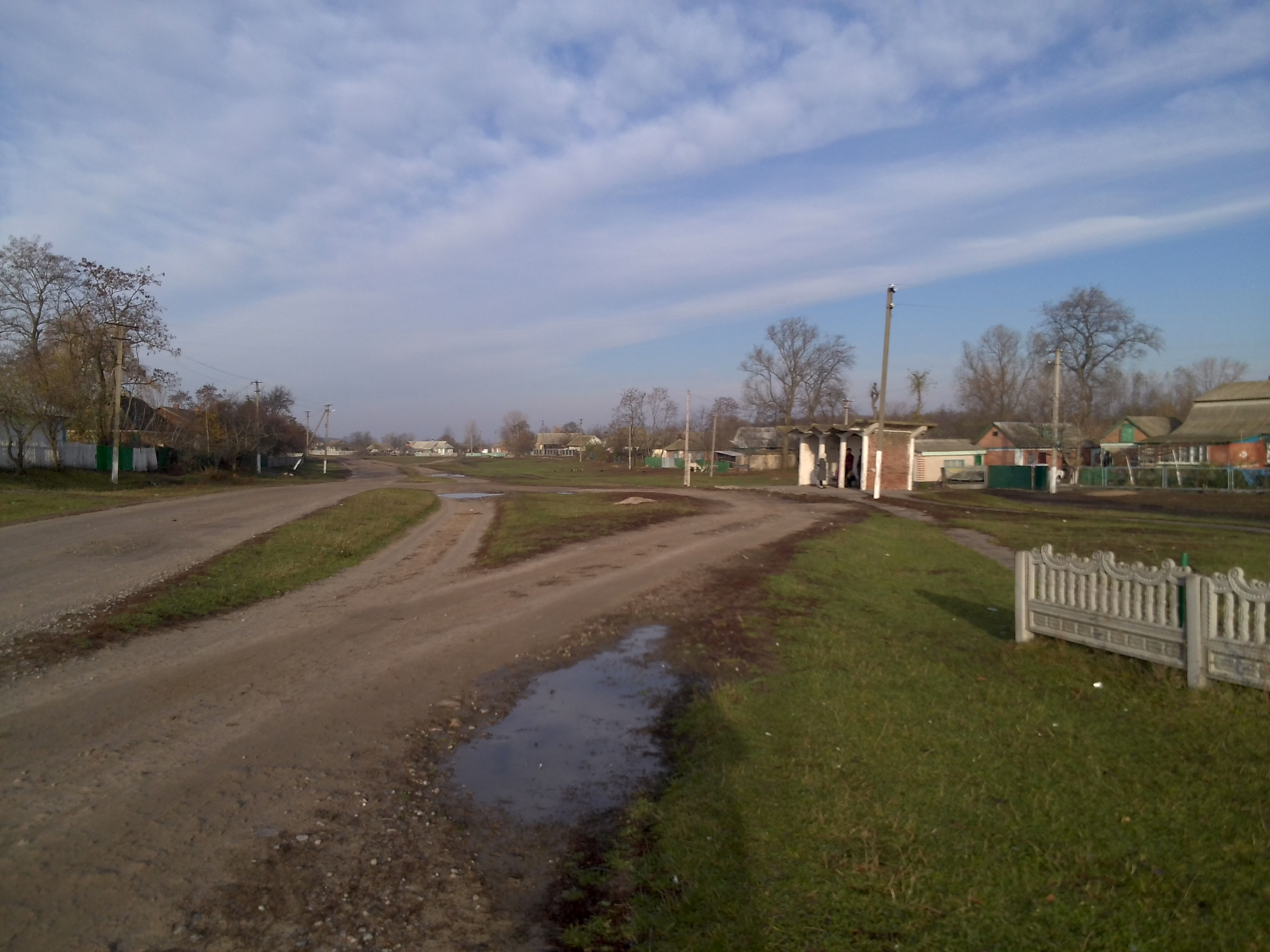
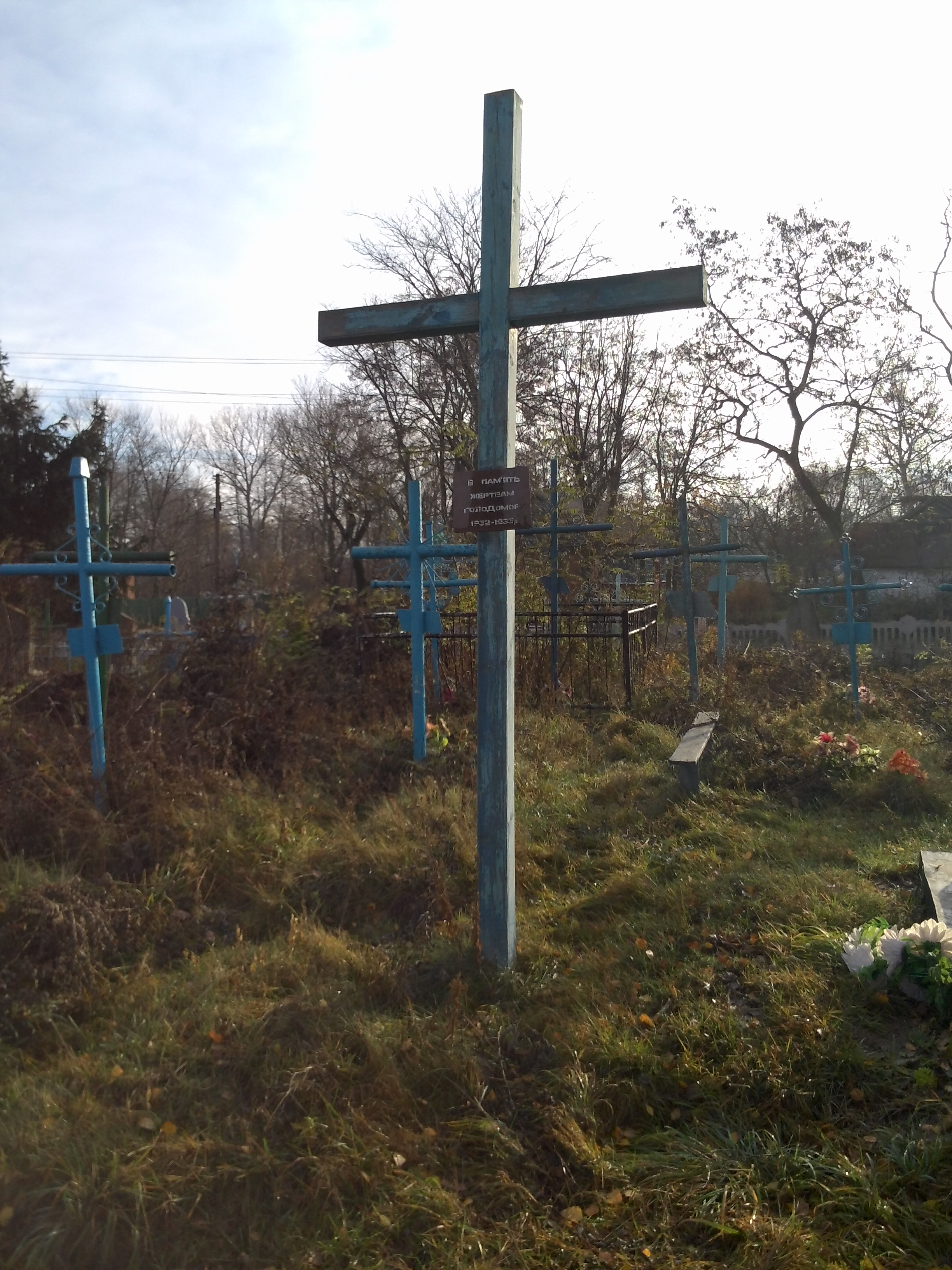

Занимает площадь 1,339 км².

## Адрес местного совета
22554, Винницкая область, Липовецкий р-н, с. Сиваковцы, ул. 60-летия Октября, 7